# Andreas Vasilogiannīs
Andreas Vasilogiannīs (in greco Ανδρέας Βασιλόγιαννης?; Kato Achaia, 21 febbraio 1991) è un calciatore greco, centrocampista dell'Athens Kallithea.

## Carriera

### Club
Ha giocato nella prima divisione dei campionati greco e cipriota.

### Nazionale
Ha giocato nella nazionale greca Under-21.

## Palmarès

### Club

#### Competizioni nazionali
- Souper Ligka Ellada 2: 1

Athens Kallithea: 2023-2024 (gruppo B)